# Максимовка (Витебская область)
Максимовка — деревня в Городокском районе Витебской области Белоруссии. Входит в состав Межанского сельсовета.
Находится примерно в 5 км к западу от деревни Межа.